# Carpodetus
Carpodetus is een geslacht uit de familie Rousseaceae. De soorten komen voor op Nieuw-Guinea, op de Salomonseilanden en in Nieuw-Zeeland.

## Soorten
- Carpodetus amplus Reeder
- Carpodetus arboreus (Lauterb. & K.Schum.) Schltr.
- Carpodetus archboldianus Reeder
- Carpodetus denticulatus (Ridl.) Reeder
- Carpodetus flexuosus (Ridl.) Reeder
- Carpodetus fuscus Reeder
- Carpodetus grandiflorus Schltr.
- Carpodetus major Schltr.
- Carpodetus montanus (Ridl.) Reeder
- Carpodetus pullei Schltr.
- Carpodetus serratus J.R.Forst. & G.Forst.